# Elisabeth Morgan
Elisabeth Morgan (ca. 1585 – 10 feb.1608) was een dochter van Marnix van Sint-Aldegonde. Zij trouwde met een Engelse legerofficier die voor de Nederlanders vocht tegen de Spanjaarden gedurende de Tachtigjarige Oorlog. Ze ligt begraven in de Oude Kerk in Delft.

## Leven
Elisabeth was een dochter uit het eerste huwelijk van Marnix van Sint-Aldegonde. Haar moeder heette Philippotte de Bailleul. In 1605 trouwde ze met sir Charles Morgan, een Engelse ridder die aan de zijde van de Nederlanders vocht tegen de Spanjaarden, van 1600 tot 1625. Haar vader was een goede vriend van Willem van Oranje, die Elisabeth waarschijnlijk ook gekend heeft. Op haar grafschrift wordt ze een edelmoedige dame en kuise vrouw genoemd. Kort na of tijdens het baren van haar eerste kind (Anna) stierf ze, waarna ze werd bijgezet in de Oude Kerk te Delft.

## Grafmonument

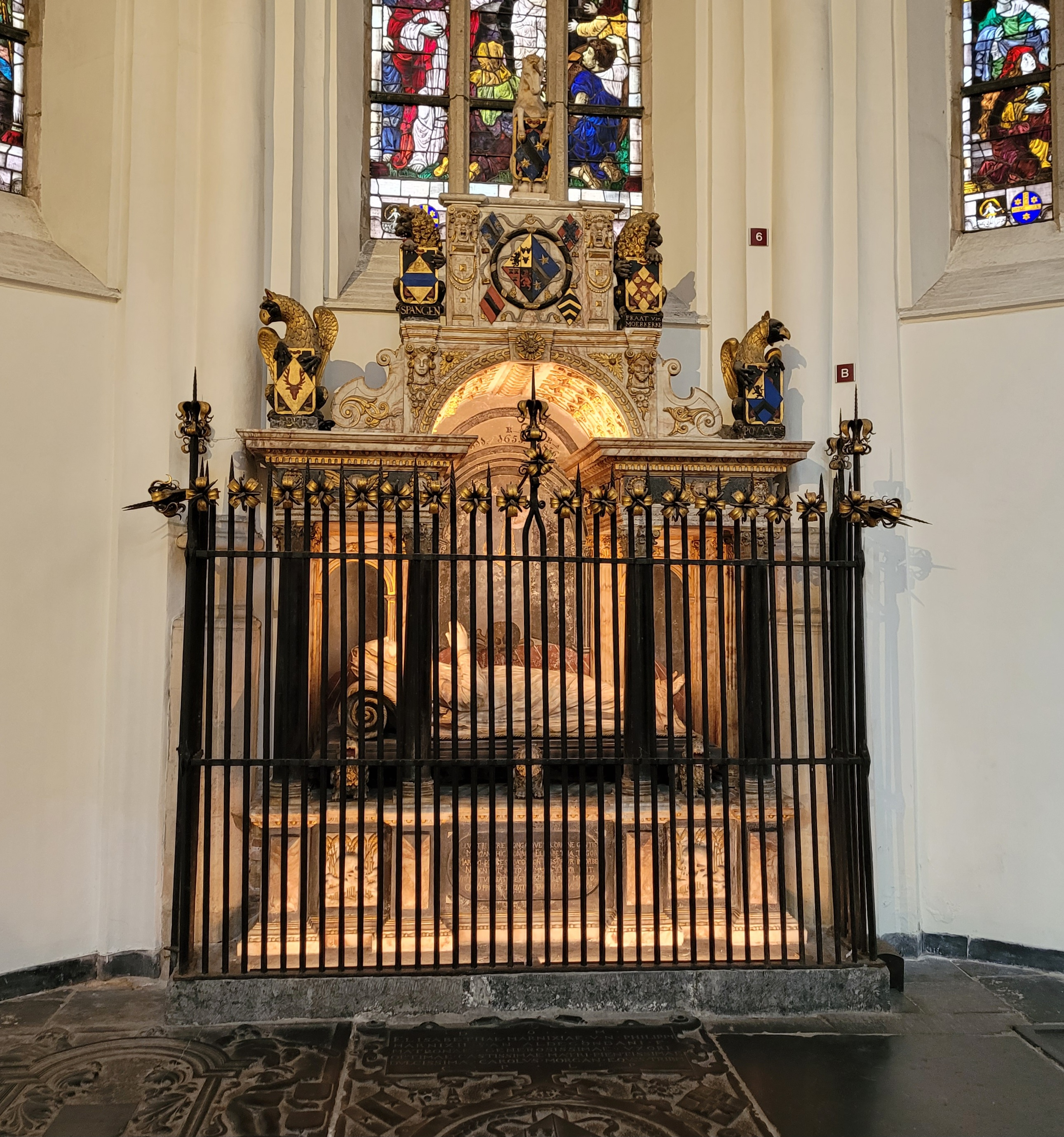
Praalgraf van Elisabeth Morgan in de Oude Kerk te Delft

Door haar vroege overlijden waren zij en Charles slechts drie jaar samen. Echtgenoot Charles liet uit liefde en droefenis door haar overlijden een kostbaar praalgraf voor haar maken in de Oude Kerk in Delft, het eerste na de Beeldenstorm aldaar. De vervaardiging ervan duurde eveneens drie jaar, en werd vermoedelijk uitgevoerd door de Engelse beeldhouwer Nicholas Stone, die in de Nederlanden werkzaam was. Het opmerkelijk rijke grafmonument baarde veel opzien in het calvinistische Delft, en wordt nog altijd beschouwd als een van de fraaiste bezienswaardigheden van de stad.
Op de bijhorende zerk staat:
Ik kom uit een roemrijke stamboom en een lange reeks voorouders
Mijn naam mag niet vergeten raken, nergens ter wereld
Ook al wil de tijd vergetelheid brengen
Het is deugdzaam genoeg om één echtgenoot behaagd te hebben
Wat voor mij pleit, is zo'n kostbare liefde